# الرفد (القفر)

تعديل مصدري - تعديل

الرفد هي إحدى قرى عزلة بني مسلم بمديرية القفر التابعة لمحافظة إب، بلغ تعداد سكانها 202 نسمة حسب تعداد اليمن لعام 2004.